# Герлаховски щит
Гѐрлаховски щит (на словашки: Gerlachovský štít или Gerlachovka; на немски: Gerlsdorfer Spitze) е най-високият връх в Словакия, Високите Татри и Карпатите, издигащ се на 2655 метра надморска височина.